# マーク・レイサム
マーク・ウィリアム・レイサム (Mark William Latham、1961年2月28日 - ) はオーストラリアの元政治家。2003年12月から2005年1月まで野党オーストラリア労働党の党首を務めた。
2004年10月の総選挙において与党ジョン・ハワード率いるオーストラリア自由党中心の保守連合に敗北し、党首を辞任、連邦下院議員を辞職、離党して政界を引退した。2005年9月に元の同僚、メディアなどを非難する内容の書籍を発表した。